# An Overdose of Death...
An Overdose of Death...es el tercer álbum de la banda norteamericana de thrash metal, Toxic Holocaust lanzado el 2 de septiembre de 2008. Asimismo, debuta con videos musicales de las canciones «Wild Dogs», «Nuke the Cross» y «The Lord of Wasteland».

## Track listing
| N.º | Título                            | Duración |  |
| 1.  | «Wild Dogs»                       | 2:18     |  |
| 2.  | «Nuke the Cross»                  | 2:48     |  |
| 3.  | «Endless Armageddon»              | 3:15     |  |
| 4.  | «Future Shock»                    | 2:33     |  |
| 5.  | «War Game»                        | 0:59     |  |
| 6.  | «In the Name of Science»          | 3:24     |  |
| 7.  | «March from Hell»                 | 2:53     |  |
| 8.  | «Gravelord»                       | 2:17     |  |
| 9.  | «War Is Hell»                     | 3:01     |  |
| 10. | «The Lord of the Wasteland»       | 2:48     |  |
| 11. | «Feedback, Blood, and Distortion» | 3:27     |  |
| 12. | «Death from Above»                | 2:00     |  |
| 13. | «City of a Million Graves»        | 4:51     |  |

## Integrantes
Toxic Holocaust
- Joel Grind - vocales, guitarra, bajo.
- Donny Paycheck - batería

Producción
- Jack Endino

Trabajo de arte y fotografía
- Halseycaust
- Scott Kinkade